# منطقه چوبو
منطقه چوبو یکی از منطقه‌های کشور ژاپن است.
این منطقه در جزیرهٔ هونشو واقع شده و ناحیه‌ای کوهستانی است. کوه فوجی در چوبو قرار دارد.
دارای ۹ استان نیگاتا، تویاما، ایشیکاوا، ناگانو، گیفو، فوکوئی، یاماناشی، شیزوئوکا و آیچی است.
واژهٔ چوبو به معنی «منطقهٔ مرکزی» است.